# Ornithomimus
Ornithomimus (lat. "imitador de las aves") es un género conocido por dos especies de dinosaurios terópodos ornitomímidos que vivieron a finales del período Cretácico, hace aproximadamente entre 70 a 66 millones de años, en el Maastrichtiense, en lo que hoy es Norteamérica. Ornithomimus velox, la especie tipo fue nombrada sobre la base de un pie y a una mano provenientes de la Formación Denver, pero material en mejor estado de conservación ha sido encontrado en Canadá, incluyendo a Ornithomimus edmontonicus, un excelente espécimen del Parque Provincial del Dinosaurio, en la Formación Cañón Herradura. Otros especímenes asignados a Ornithomimus han sido encontrados en la Costa Este de los Estados Unidos. El primer fósil de Ornithomimus fue encontrado en 1889 y descrito por el paleontólogo estadounidense Othniel C. Marsh en 1890. Las especies y especímenes adicionales de otras formaciones a veces se clasifican como Ornithomimus , como Ornithomimus samueli, clasificado alternativamente en los géneros Dromiceiomimus o Struthiomimus, de la Formación de Dinosaur Park de Alberta datada del anterior Campaniense.

## Descripción
Todas las especies de ornitomímidos poseían un pequeño cráneo y huesos ligeros, lo cual sugiere que eran ágiles y alcanzaban altas velocidades. Al igual que otros ornitomímidos, las especies de Ornithomimus se caracterizan por pies con tres dedos que soportan peso, brazos largos y delgados y cuellos largos con cráneos con forma de pájaro, alargados, sin dientes y con pico. Eran bípedos y superficialmente se parecían a un avestruz. Hubieran sido corredores rápidos. Tenían extremidades muy largas, huesos huecos y grandes cerebros y ojos. Los cerebros de los ornitomímidos en general eran grandes para los dinosaurios no aviares, pero esto puede no ser necesariamente un signo de mayor inteligencia; Algunos paleontólogos piensan que las porciones agrandadas del cerebro estaban dedicadas a la coordinación cinestésica. 

Tamaño de las dos especies válidas.

Los huesos de las manos son notablemente parecidos al de los perezosos en apariencia, lo que llevó Henry Fairfield Osborn sugiere que fueron utilizados para enganchar ramas durante la alimentación. Ornithomimus difiere de otros ornitomímidos, como Struthiomimus, en tener torsos más cortos, antebrazos largos y delgados, garras muy delgadas, rectas de manos y pies y tener los huesos de las manos, metacarpianos, y dedos de longitudes similares. Su pico sin dientes les permitía comer diversos tipos de alimentos, con lo que probablemente eran omnívoro, alimentándose de hojas, frutos, mamíferos y reptiles pequeños, mariscos, insectos e incluso huevos.  
Las dos especies de Ornithomimus que hoy se consideran posiblemente válidas difieren en tamaño. En 2010, Gregory S. Paul estimó la longitud de O. edmontonicus en 3,8 metros, su peso en 170 kilogramos. Una de sus muestras, CMN 12228, conserva un fémur, hueso del muslo, de 46,8 centímetros de largo. O. velox, la especie tipo de Ornithomimus , se basa en el material de un animal más pequeño. Mientras que el holotipo de O. edmontonicus, CMN 8632, conserva un segundo metacarpiano de ochenta y cuatro milímetros de largo, el mismo elemento con O. velox mide solo cincuenta y tres milímetros.

### Plumas y piel

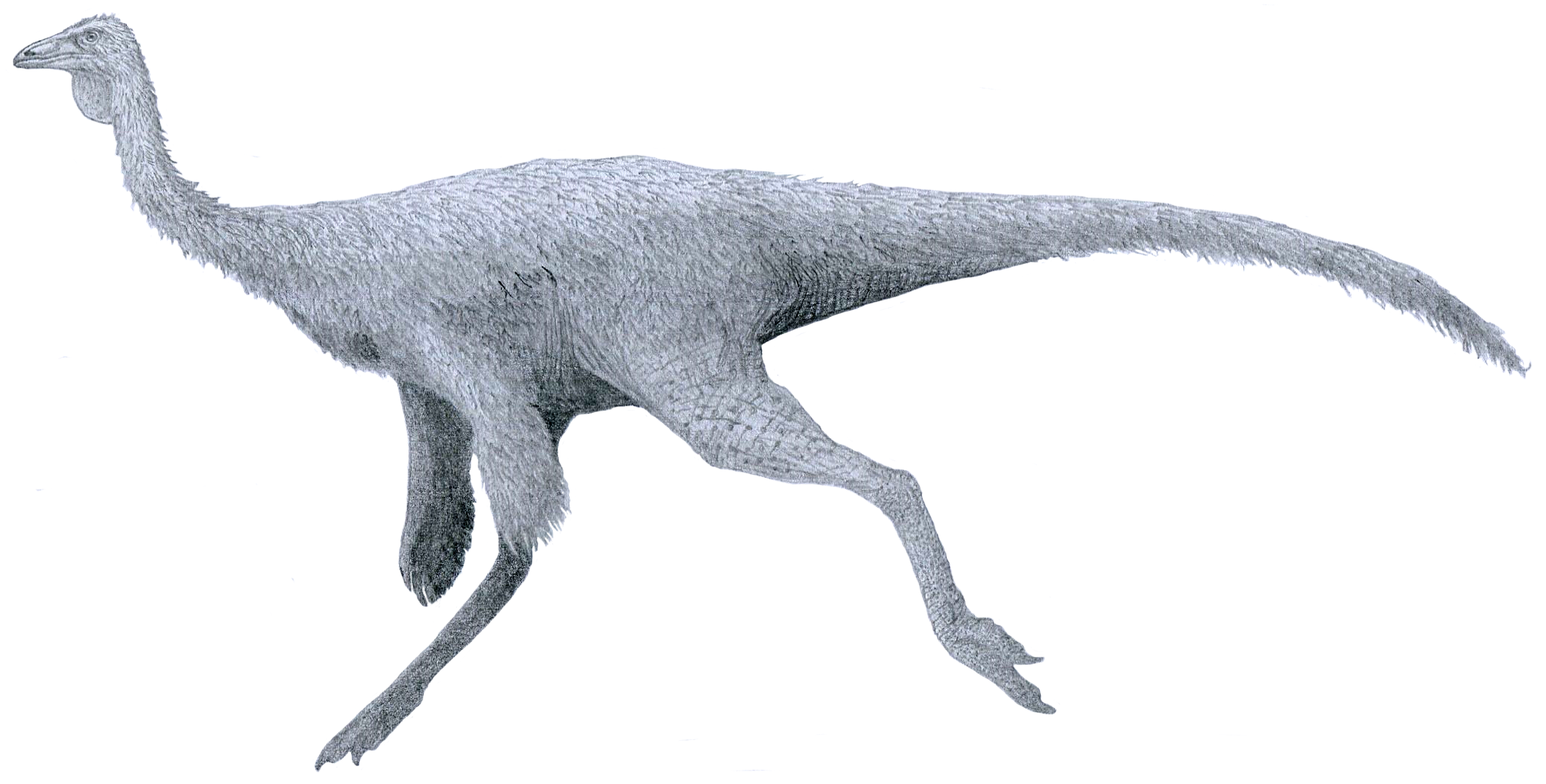
Reconstrucción de "Ornithomimus" sp. que muestra el patrón de plumaje sugerido por especímenes que preservan plumas y piel.

Ornithomimus , como muchos dinosaurios, durante mucho tiempo se pensó que era escamoso. Sin embargo, a partir de 1995, se han encontrado varios especímenes de Ornithomimus que conservan evidencia de plumas. En 1995, 2008 y 2009, se encontraron tres especímenes de Ornithomimus edmontonicus con evidencia de plumas, dos adultos con trazas carbonizadas en la parte inferior del brazo, lo que indica la presencia anterior de plumas pennáceas y un juvenil con impresiones de plumas, de hasta cinco centímetros de largo, en forma de filamentos similares a pelos que cubren la grupa, piernas y también se descubrió el cuello. El hecho de que las huellas de plumas se encontraron en arenisca, que anteriormente se pensaba que no podía soportar tales impresiones, planteó la posibilidad de encontrar estructuras similares con una preparación más cuidadosa de futuros especímenes. Un estudio que describió los fósiles en 2012 concluyó que O. edmontonicus estaba cubierto de plumas plumosas en todas las etapas de crecimiento, y que solo los adultos tenían estructuras parecidas a alas de aves moderans, lo que sugiere que las alas pueden haber evolucionado para exhibiciones de apareamiento.  En 2014, Christian Foth y otros argumentaron que la evidencia era insuficiente para concluir que las plumas de las extremidades anteriores de Ornithomimus eran necesariamente pennáceas, citando el hecho de que las plumas de ala monofilamentosas en casuarios probablemente dejarían rastros similares.
Aaron van der Reest, Alex Wolfe y Phil Currie describieron en octubre de 2015 un cuarto espécimen emplumado de Ornithomimus, esta vez de la parte inferior de la Formación Dinosaur Park. Fue el primer espécimen de Ornithomimus en preservar las plumas a lo largo de la cola. Las plumas, aunque aplastadas y distorsionadas, tenían numerosas similitudes con las del avestruz moderno, tanto en su estructura como en su distribución en el cuerpo. Las impresiones de la piel también se conservaron en la muestra de 2015, que indicaba que desde la mitad del muslo hasta los pies, había piel desnuda sin escamas, y que un colgajo de piel conectaba la parte superior del muslo al torso. Esta última estructura es similar a la que se encuentra en las aves modernas, incluidas las avestruces, pero se colocó más arriba de la rodilla en Ornithomimus que en las aves.

## Descubrimiento e investigación

### Primeros descubrimientos

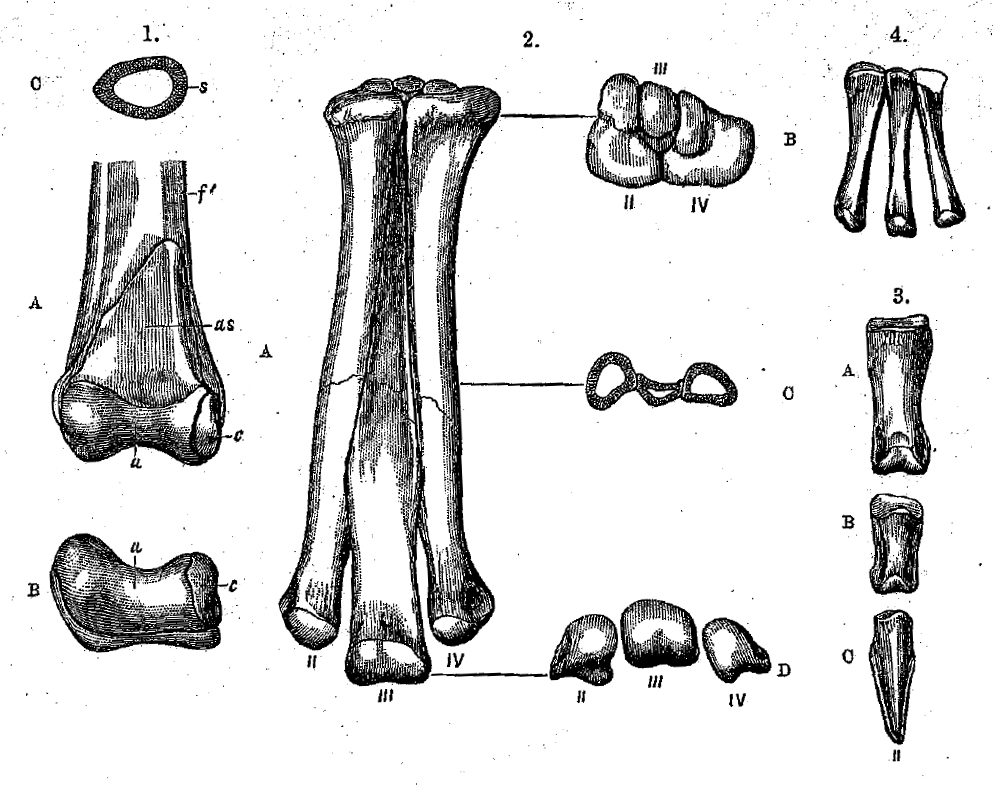
Material de holotipo de O. velox.

La historia de la clasificación de Ornithomimus y la clasificación de los ornitomímidos en general, ha sido complicada. La especie tipo, Ornithomimus velox, fue nombrada por primera vez por O. C. Marsh en 1890, con base en los síntomas YPM 542 y YPM 548, una extremidad posterior parcial y una extremidad anterior encontradas el 30 de junio de 1889 por George Lyman Cannon en la Formación Denver de Colorado . El nombre genérico significa "imitador de pájaro", derivado del griego ὄρνις, ornis, "pájaro" y μῖμος, mimos, "imitador", en referencia al pie de ave. El nombre específico significa "veloz" en latín. Simultáneamente, Marsh nombró a otras dos especies, Ornithomimus tenuis, basada en el espécimen USNM 5814 y Ornithomimus grandis. Ambos consisten en fósiles fragmentarios encontrados por John Bell Hatcher en Montana, de los cuales hoy se entiende que representanmaterial tiranosauroide. Al principio, Marsh asumió que Ornithomimus era un ornitópodo, pero esto cambió cuando Hatcher encontró el espécimen USNM 4736, un esqueleto de un ornitomímido parcial, en Wyoming, que Marsh llamó Ornithomimus sedens en 1892. En esa ocasión también se creó Ornithomimus minutus basado en el espécimen YPM 1049, un metatarso, desde entonces reconocido como perteneciente a los Alvarezsauridae.
Una sexta especie, Ornithomimus altus, fue nombrada en 1902 por Lawrence Lambe, basada en el espécimen CMN 930, extremidades posteriores encontradas en 1901 en Alberta, pero este fue en 1916 renombrado a un género separado, Struthiomimus, por Henry Fairfield Osborn. En 1920 Charles Whitney Gilmore nombró Ornithomimus affinis para Dryosaurus grandis de Lull 1911, basado en material indeterminado. En 1930, Loris Russell cambió el nombre de Struthiomimus brevetertius Parks 1926 y Struthiomimus samueli Parks 1928 en Ornithomimus brevitertius y Ornithomimus samueli. El mismo año, Oliver Perry Hay cambió el nombre de Aublysodon mirandus, Leidy 1868, a Ornithomimus mirandus, hoy visto como dudoso. En 1933, William Arthur Parks creó un Ornithomimus elegans, visto hoy como perteneciente a Chirostenotes o Elmisaurus. Ese mismo año, Gilmore nombró a Ornithomimus asiaticus por material encontrado en Mongolia Interior. También en 1933, Charles Mortram Sternberg nombró a la especie Ornithomimus edmontonicus como un esqueleto casi completo de la Formación cañón herradura de Alberta , el espécimen CMN 8632.

### Trabajo de Dale Russell

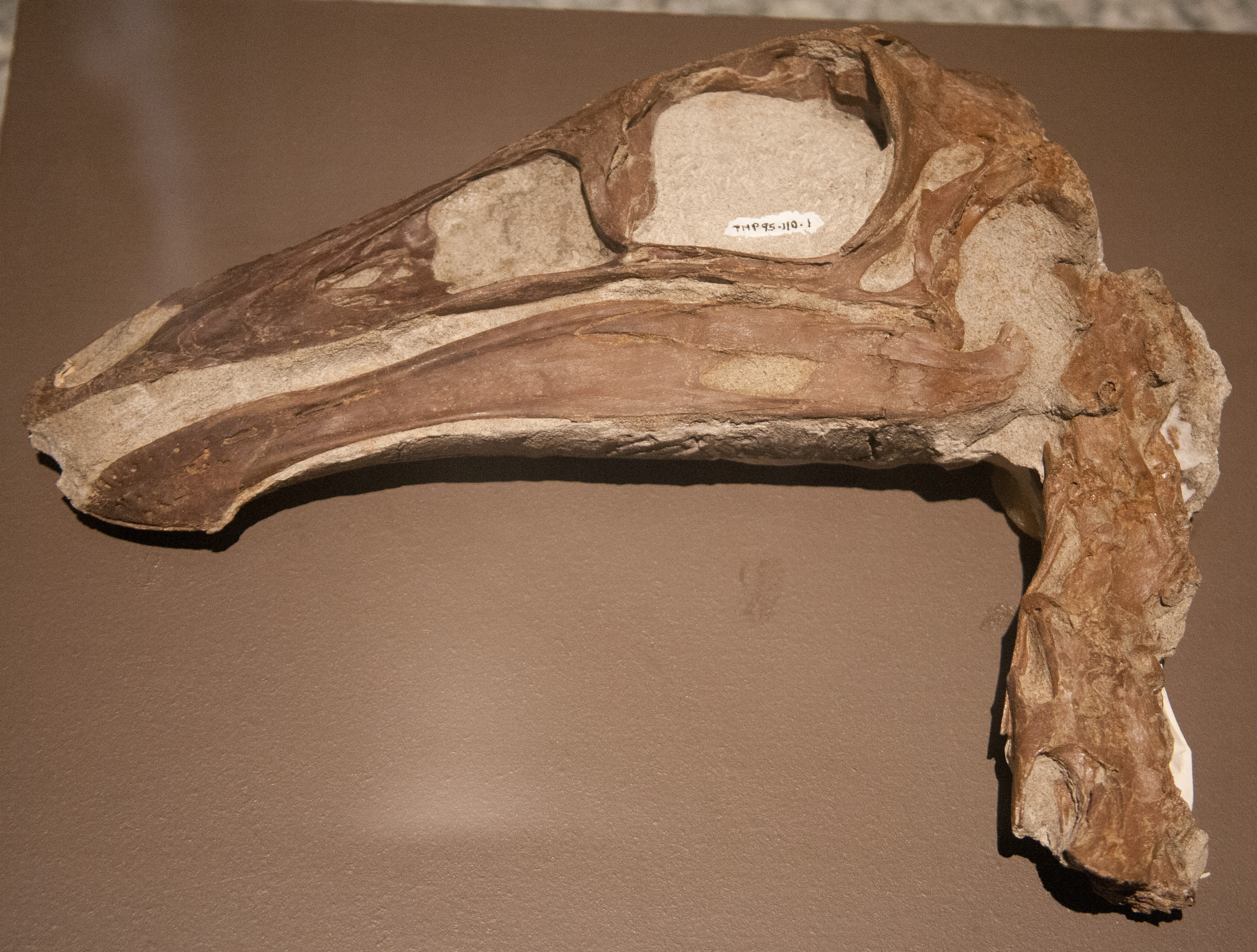
Cráneo y cuello de Ornithomimus sp., RTMP 95.110.1.

Al principio, era común nombrar a cada ornitomímido recién descubierta como una especie de Ornithomimus. En los años sesenta, esta tendencia todavía era fuerte, como lo demuestra el hecho de que Oskar Kuhn cambió el nombre de Megalosaurus lonzeensis, Dollo 1903, de Bélgica a Ornithomimus lonzeensis, hoy visto como una garra abelisauroide, y Dale Russell en 1967 cambió el nombre de Struthiomimus currellii, Parks 1933, y Struthiomimus ingens, Parks 1933, en Ornithomimus currellii y Ornithomimus ingens.. Al mismo tiempo, era habitual que los trabajadores se refirieran a todo el material de ornitomímido como simplemente "Struthiomimus". Para resolver esta confusión probando científicamente la separación entre Ornithomimus y Struthiomimus, en 1972 Dale Russell publicó un estudio morfométrico que muestra que las diferencias estadísticas en algunas proporciones podrían usarse para distinguir los dos. Llegó a la conclusión de que Struthiomimus y Ornithomimus eran géneros válidos. En este último, Russell reconoció dos especies: la especie tipo Ornithomimus velox y Ornithomimus edmontonicus, aunque tuvo problemas para distinguirla de manera confiable de O. velox. Struthiomimus currellii lo consideraba un sinónimo más joven de Ornithomimus edmontonicus. Sin embargo, Russell también interpretó los datos como indicativos de que muchos especímenes no podían ser referidos a Ornithomimus o Struthiomimus. Por lo tanto, creó dos nuevos géneros. El primero fue Archaeornithomimus al que se asignaron Ornithomimus asiaticus y Ornithomimus affinis, convirtiéndose en Archaeornithomimus asiaticus y Archaeornithomimus affinis. El segundo género era Dromiceiomimus , que significa "imitador de Emu" del antiguo nombre genérico del emu, Dromiceius. Russell asignó varias especies antiguas de Ornithomimus nombradas durante el siglo XX, incluidas O. brevitertius y O. ingens, al nuevo género al que llamó Dromiceiomimus brevitertius. Renombró Ornithomimus samueli en una segunda especie, Dromiceiomimus Samueli.

### Asignaciones erróneas

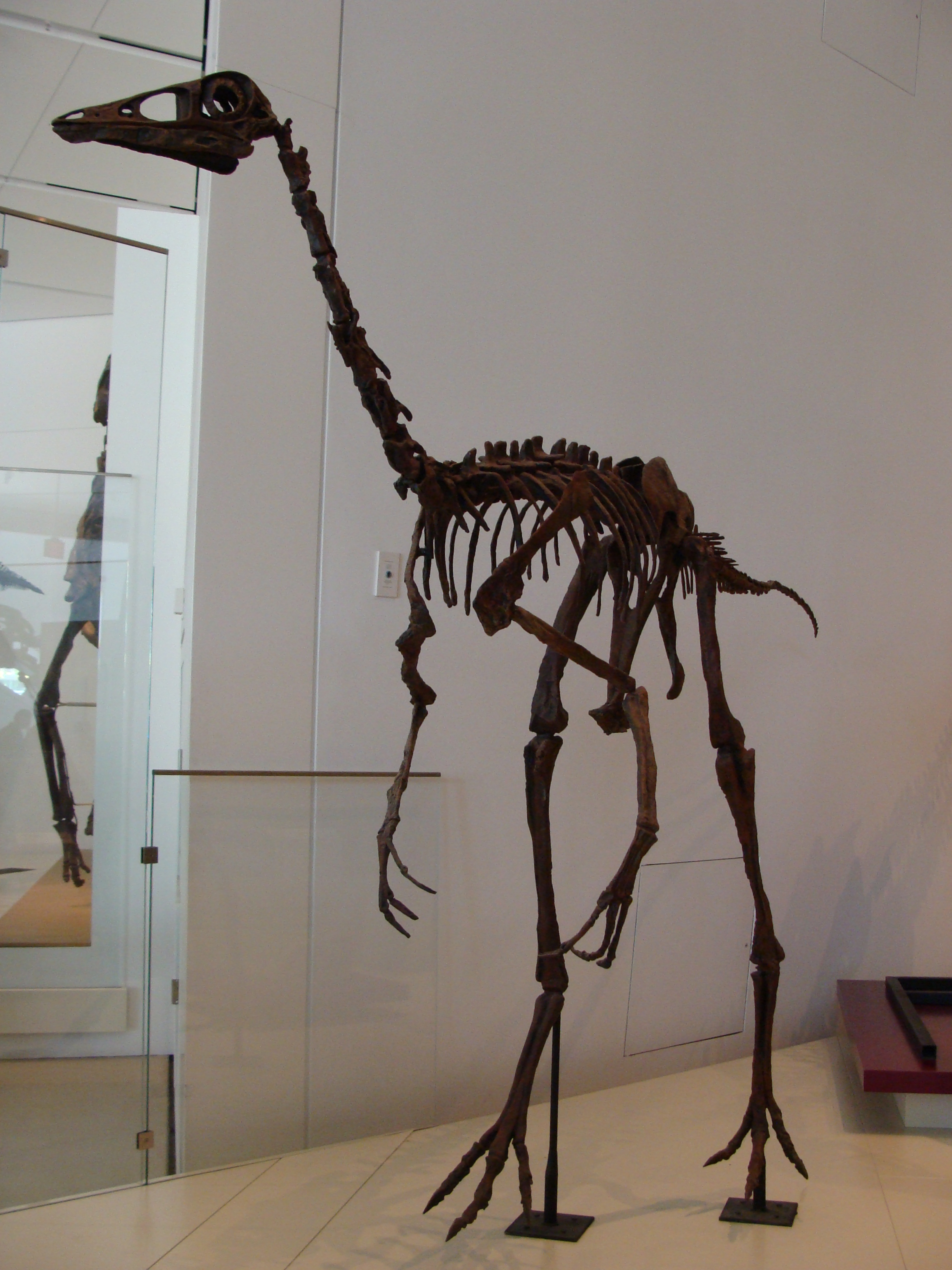
Esqueleto montado de O. edmontonicus, Museo Real de Ontario

Dos tibias de la Formación Navesink de Nueva Jersey fueron nombradas Coelosaurus antiquus, "lagarto hueco antiguo", por Joseph Leidy en 1865. Las tibias fueron atribuidas por primera vez a Ornithomimus en 1979 por Donald Baird y John R. Horner como Ornithomimus antiquus. Normalmente, esto habría hecho de Ornithomimus un sinónimo más moderno de Coelosaurus , pero Baird y Horner descubrieron que el nombre "Coelosaurus" estaba ocupado por un dudoso taxón basado en una sola vértebra, llamada Coelosaurus por un autor anónimo ahora conocido como Richard Owen en 1854. Baird refirió varios otros especímenes de Nueva Jersey y Maryland a O. antiquus. A partir de 1997, Robert M. Sullivan consideró a O. velox y O. edmontonicus como sinónimos más modernos de O. antiquus. Al igual que Russell, consideraba que las dos especies anteriores no se distinguían entre sí, y señaló que ambos compartían características distintivas con O. antiquus. Sin embargo, David Weishampel en 2004, consideró "C". antiquus como un ornitomimosaurio indeterminado y por lo tanto dudoso. Un resumen de la Society of Vertebrate Paleontology del 2012 estuvo de acuerdo con Weishampel al señalar que Coelosaurus difiere de Gallimimus y Ornithomimus en las características de las tibias. En 1988 Gregory S. Paul clasificó las especies de los géneros Archaeornithomimus , Struthiomimus , Dromiceiomimus y Gallimimus en el género Ornithomimus. Esto no ha encontrado aceptación entre otros investigadores y actualmente el nombre no es usado por el propio Paul.

### Estudios modernos

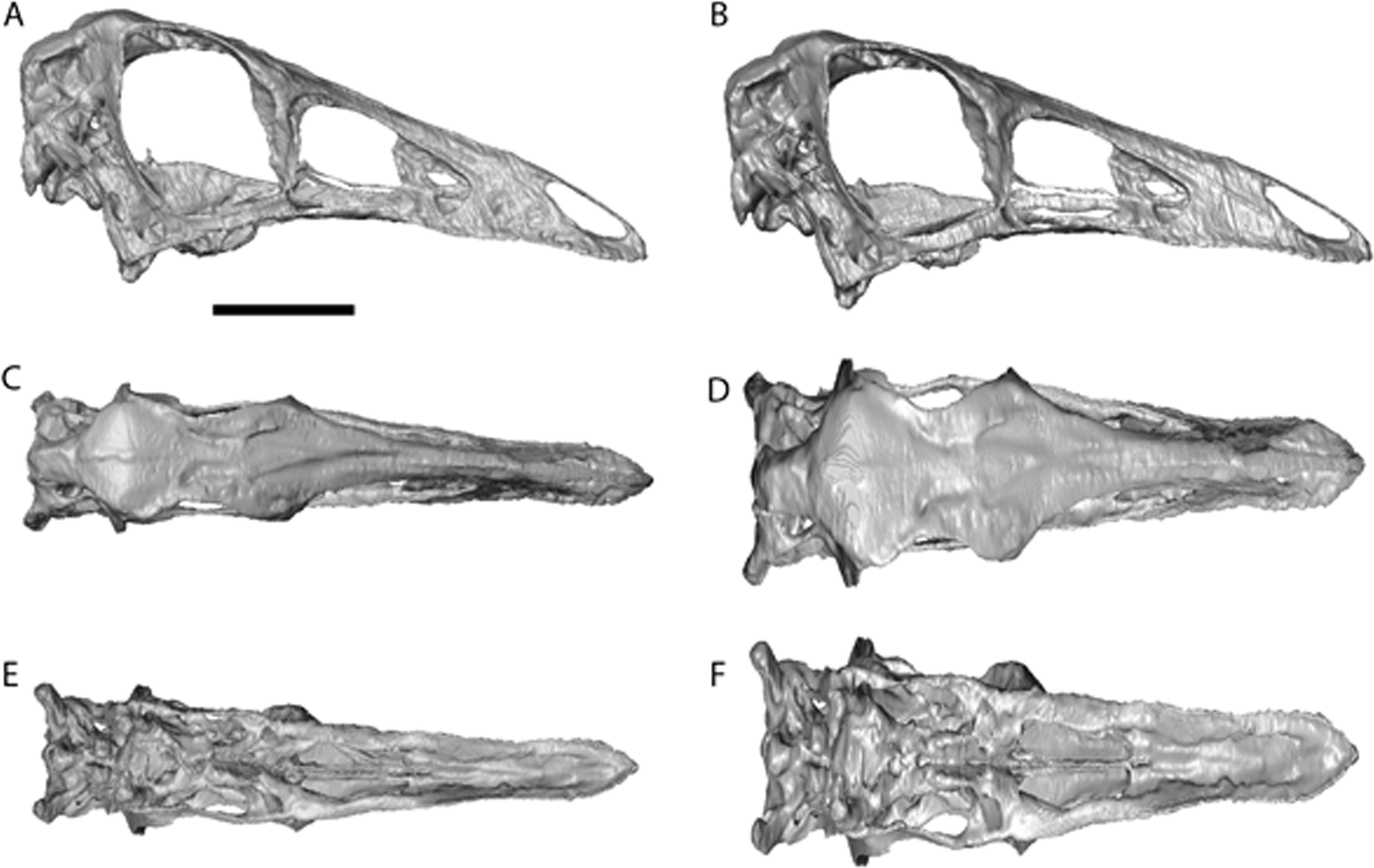
Scan-T del cráneo de O. edmontonicus RTMP 1995.110.0001, con huesos deformados tafonómicamente reconstruidos a la derecha

Incluso después del estudio de Russell, varios investigadores han encontrado razones para agrupar algunas o todas estas especies en Ornithomimus en varias combinaciones. En 2004, Peter Makovicky , Yoshitsugu Kobayashi y Phil Currie estudiaron las estadísticas proporcionales de Russell de 1972 para volver a analizar las relaciones de los ornitomímidos a la luz de nuevos especímenes. Llegaron a la conclusión de que no había justificación para separar Dromiceiomimus de Ornithomimus, hundiendo Dromiceiomimus como sinónimo de O. edmontonicus. Sin embargo, no incluyeron la especie tipo de Ornithomimus, O. velox, en este análisis. El mismo equipo apoyó aún más la sinonimia entre Dromiceiomimus y O. edmontonicus en una conferencia de 2006 en la reunión anual de la Society of Vertebrate Paleontology y la mayoría de los autores posteriores siguieron su opinión. El equipo de Makovicky también consideró que Dromiceiomimus samueli era un sinónimo más moderno de O. edmontonicus, aunque Longrich más tarde sugirió que podría pertenecer a una especie distinta y sin nombre de la Formación Dinosaur Park que aún no se han descrito. Longrich llamó a la especie Ornithomimus samueli en una lista de fauna para la Formación Dinosaur Park.
Además de O. edmontonicus que data del Maastrichtiano temprano, actualmente se considera que otras dos especies son posiblemente válidas, ambas del Maastrichtiano tardío. O. sedens fue nombrado por Marsh en 1892 a partir de restos parciales encontrados en la Formación Lance de Wyoming, solo un año después de la descripción de O. velox. Dale Russell, en su revisión de ornitomímidos de 1972, no pudo determinar a qué género pertenecía realmente, aunque especuló que podría ser intermedio entre Struthiomimus y Dromiceiomimus . En 1985 lo consideró una especie de Ornithomimus. Aunque desde entonces se lo conoce principalmente como Struthiomimus sedens, basado en especímenes completos de Montana, así como algunos fragmentos de Alberta y Saskatchewan, estos todavía tienen que describirse y compararse con el holotipo O. sedens.
La otra es la especie tipo original, O. velox, al principio conocida por restos muy limitados. Se han descrito especímenes adicionales referidos a O. velox de la Formación Denver y de la Formación Ferris de Wyoming. Un espécimen atribuido a O. velox, MNA P1 1762A de la Formación Kaiparowits de Utah, se describió en 1985. La revaluación de este espécimen por Lindsay Zanno y sus colegas en 2010, sin embargo, arrojó dudas sobre su asignación a O. velox y posiblemente incluso a Ornithomimus. Esta conclusión fue respaldada por una nueva descripción de O. velox en 2015 , que encontró que solo el espécimen holotipo era confiablemente referenciable para esa especie. Los autores de este estudio se refirieron tentativamente al espécimen de Kaiparowits como Ornithomimus sp., junto con todos los especímenes de la Formación Dinosaur Park.

## Clasificación

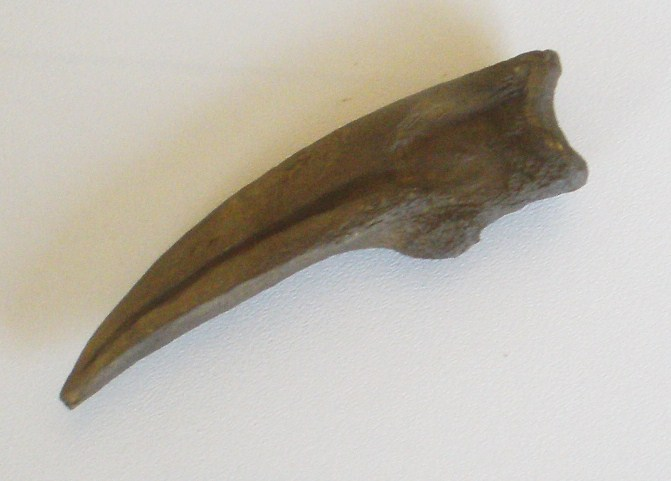
Hueso de la garra

En 1890, Marsh asignó Ornithomimus a Ornithomimosauria , una clasificación que todavía es común. Los estudios cladísticos modernos indican una posición derivada en las ornitomímidos, estos, sin embargo, solo han incluido O. edmontonicus en sus análisis. No se han publicado las relaciones entre O. edmontonicus, O. velox y O. sedens.

### Filogenia
Cladograma de Xu et al., 2011:
|  | Anserimimus |
|  |             |
|  | Gallimimus  |
|  |             |

|         | Qiupalong                                                      |
|         |                                                                |
| unnamed | \| \| Struthiomimus \| \| \| \| \| \| Ornithomimus \| \| \| \| |
|         | \| \| Struthiomimus \| \| \| \| \| \| Ornithomimus \| \| \| \| |
|         | Struthiomimus                                                  |
|         |                                                                |
|         | Ornithomimus                                                   |
|         |                                                                |

|  | Struthiomimus |
|  |               |
|  | Ornithomimus  |
|  |               |

|  | Anserimimus |
|  |             |
|  | Gallimimus  |
|  |             |

|         | Qiupalong                                                      |
|         |                                                                |
| unnamed | \| \| Struthiomimus \| \| \| \| \| \| Ornithomimus \| \| \| \| |
|         | \| \| Struthiomimus \| \| \| \| \| \| Ornithomimus \| \| \| \| |
|         | Struthiomimus                                                  |
|         |                                                                |
|         | Ornithomimus                                                   |
|         |                                                                |

|  | Struthiomimus |
|  |               |
|  | Ornithomimus  |
|  |               |

|  | Anserimimus |
|  |             |
|  | Gallimimus  |
|  |             |

|         | Qiupalong                                                      |
|         |                                                                |
| unnamed | \| \| Struthiomimus \| \| \| \| \| \| Ornithomimus \| \| \| \| |
|         | \| \| Struthiomimus \| \| \| \| \| \| Ornithomimus \| \| \| \| |
|         | Struthiomimus                                                  |
|         |                                                                |
|         | Ornithomimus                                                   |
|         |                                                                |

|  | Struthiomimus |
|  |               |
|  | Ornithomimus  |
|  |               |

|  | Anserimimus |
|  |             |
|  | Gallimimus  |
|  |             |

|         | Qiupalong                                                      |
|         |                                                                |
| unnamed | \| \| Struthiomimus \| \| \| \| \| \| Ornithomimus \| \| \| \| |
|         | \| \| Struthiomimus \| \| \| \| \| \| Ornithomimus \| \| \| \| |
|         | Struthiomimus                                                  |
|         |                                                                |
|         | Ornithomimus                                                   |
|         |                                                                |

|  | Struthiomimus |
|  |               |
|  | Ornithomimus  |
|  |               |

|  | Anserimimus |
|  |             |
|  | Gallimimus  |
|  |             |

|         | Qiupalong                                                      |
|         |                                                                |
| unnamed | \| \| Struthiomimus \| \| \| \| \| \| Ornithomimus \| \| \| \| |
|         | \| \| Struthiomimus \| \| \| \| \| \| Ornithomimus \| \| \| \| |
|         | Struthiomimus                                                  |
|         |                                                                |
|         | Ornithomimus                                                   |
|         |                                                                |

|  | Struthiomimus |
|  |               |
|  | Ornithomimus  |
|  |               |

|  | Anserimimus |
|  |             |
|  | Gallimimus  |
|  |             |

|         | Qiupalong                                                      |
|         |                                                                |
| unnamed | \| \| Struthiomimus \| \| \| \| \| \| Ornithomimus \| \| \| \| |
|         | \| \| Struthiomimus \| \| \| \| \| \| Ornithomimus \| \| \| \| |
|         | Struthiomimus                                                  |
|         |                                                                |
|         | Ornithomimus                                                   |
|         |                                                                |

|  | Struthiomimus |
|  |               |
|  | Ornithomimus  |
|  |               |

|  | Anserimimus |
|  |             |
|  | Gallimimus  |
|  |             |

|         | Qiupalong                                                      |
|         |                                                                |
| unnamed | \| \| Struthiomimus \| \| \| \| \| \| Ornithomimus \| \| \| \| |
|         | \| \| Struthiomimus \| \| \| \| \| \| Ornithomimus \| \| \| \| |
|         | Struthiomimus                                                  |
|         |                                                                |
|         | Ornithomimus                                                   |
|         |                                                                |

|  | Struthiomimus |
|  |               |
|  | Ornithomimus  |
|  |               |

|  | Anserimimus |
|  |             |
|  | Gallimimus  |
|  |             |

|         | Qiupalong                                                      |
|         |                                                                |
| unnamed | \| \| Struthiomimus \| \| \| \| \| \| Ornithomimus \| \| \| \| |
|         | \| \| Struthiomimus \| \| \| \| \| \| Ornithomimus \| \| \| \| |
|         | Struthiomimus                                                  |
|         |                                                                |
|         | Ornithomimus                                                   |
|         |                                                                |

|  | Struthiomimus |
|  |               |
|  | Ornithomimus  |
|  |               |

## Paleobiología

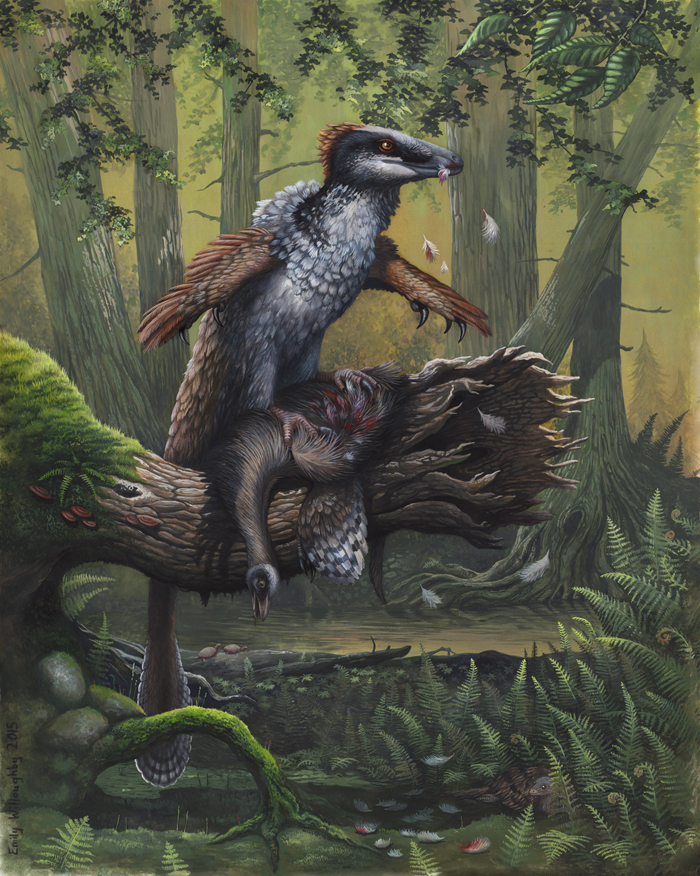
Un Ornithomimus está sujeto mientras Dakotaraptor lo devora.

La dieta de Ornithomimus todavía se debate. Como la mayoría de los terópodos, las ornitomímidos podrían haber sido carnívoros, pero su forma corporal también habría sido adecuada para un estilo de vida en parte o en gran parte herbívoro. La comida sugerida incluye insectos, crustáceos, frutas, hojas, ramas, huevos y la carne de lagartos y pequeños mamíferos. Ornithomimus tenía piernas que parecían claramente adecuadas para una locomoción rápida, con la tibia aproximadamente un 20% más larga que el fémur. Las cuencas de los ojos grandes sugieren un sentido visual agudo, y también sugieren la posibilidad de que fueran nocturnas. En un estudio realizado en 2001 por Bruce Rothschild y otros paleontólogos, se examinaron 178 huesos del pie referidos a Ornithomimus para detectar signos de fractura por estrés, pero no se encontraron ninguno.

## En la cultura popular
Ornithomimus ha tenido una prominente ubicación en la serie para televisión Prehistoric Park, donde aparecían, en mayor o menor medida, en cada episodio. Fueron retratados como animales de manadas cuyas crías tenían plumas e impronta con la primera cosa que veían. También se los veían teniendo hábitos de alimentación más similares al de un pato que a una avestruz, un comportamiento basado en una hipótesis hoy refutada en la cual se los consideraba como animales filtradores similares a los actuales flamencos. Ornithomimus además apareció en un gran número de películas, incluyendo Fantasía (1940), El valle de Gwangi (1969), Planet of Dinosaurs (1978) y en el filme de IMAX T-Rex: Back to the Cretaceous (1998).